# Clodomir Ladouceur
Clodomir Ladouceur, né le 18 avril 1907 à Sainte-Élisabeth et mort le 21 août 1985 à Belœil, est un entrepreneur, cultivateur, agent d'assurance et  homme politique québécois.
Il est maire de Saint-Marc de 1951 à 1961, préfet du comté de Verchères de 1953 à 1961 et député de Verchères à l'Assemblée législative du Québec de 1956 à 1960 sous la bannière de l'Union nationale.

## Biographie
Né le 18 avril 1907 à Sainte-Élisabeth, Clodomir Ladouceur fait l'acquisition en 1929 d'une beurrerie à Sainte-Élisabeth. Il devient propriétaire d'une seconde beurrerie en 1934 aux Cèdres. En 1941, il se fait cultivateur à Berthier (qui devient Berthierville en 1942) jusqu'en 1945, année où il devient propriétaire d'une nouvelle beurrerie à Saint-Marc-sur-Richelieu qu'il conservera jusqu'en 1958. En 1951, il est élu de maire de cette municipalité. Il le sera jusqu'en 1961. Il est également préfet du comté de Verchères du 11 mars 1953 au 14 juin 1961.
Entretemps, il se présente comme candidat de l'Union Nationale dans Verchères lors des élections générales québécoises de 1952. Il est battu par le député libéral sortant, Arthur Dupré. De nouveau candidat en 1956, il réussit à se faire élire député à l'Assemblée législative du Québec. En 1960, il est défait par le candidat libéral Guy Lechasseur.
À partir de 1960, il devient agent d'assurance pour la compagnie La Souveraine, à Belœil.

## Vie privée
Clodomir Ladouceur se marie le 19 février 1930 à Annette Bellemare, fille du cultivateur Oscar Bellemare et d'Ida Morel. Le couple aura huit enfants : Jules, Réal, Rollande, Mariette, Roger, Claude, Jocelyne et Bruno,.